# Weißenburger Kirchweih
Die Weißenburger Kirchweih (fränkisch Kerwa oder Körwa) ist ein jährlich stattfindendes Volksfest in Weißenburg in Bayern im mittelfränkischen Landkreis Weißenburg-Gunzenhausen. Mit geschätzten bis zu 100.000 Besuchern ist es die größte Kirchweih im südlichen Franken.

## Geschichte
Die Kirchweih fand ursprünglich anlässlich der Weihe der Stadtkirche St. Andreas im Jahre 1327 statt. Erstmals erwähnt wird die Weißenburger Kirchweih 1455. Die Weißenburger Auswanderer nach Amerika feierten im 19. Jahrhundert die Weißenburger Kirchweih in New York City nach. 1902 fand erstmals eine Kirchweih in Form eines Volksfestes mit Bierzelt statt, zuvor wurde die Kirchweih dezentral in den Wirtshäusern der Stadt gefeiert. 1921 wurde zur besseren Organisation des Volksfestes ein Kirchweihausschuss gegründet. Während der beiden Weltkriege konnte die Kirchweih nicht abgehalten werden. Bevor 1961 der Kirchweihplatz an der Wiesenstraße angelegt wurde, fand das Fest auf einer Wiese an der Jahnstraße statt. Aufgrund der COVID-19-Pandemie in Deutschland wurde die Kirchweih in den Jahren 2020 und 2021 zum ersten Mal seit dem Zweiten Weltkrieg abgesagt.

## Heute
Heute ist die Kirchweih Treffpunkt der Weißenburger aus der ganzen Welt und besitzt den Charakter eines Volksfestes mit Fahrgeschäften, wie z. B. einem Riesenrad. Des Weiteren befindet sich auf dem Gelände ein Festzelt der Weißenburger Brauereien. Traditionell finden zur Kirchweih ein Umzug, ein Boxkampf, ein Hunderennen und seit 1954 das Kirchweih-Radrennen der RC Germania Weißenburg statt. Seit 2014 findet zur Kirchweih der Rats Run statt, bei der im Rahmen eines Wettrennens Hindernisse überwindet werden müssen. Beendet wird die Weißenburger Kirchweih meist mit einem Höhenfeuerwerk. Von 1903 bis 2023 gab es auf der Weißenburger Kirchweih immer einen Weinzelt.
Während der Kirchweihtage gibt es einen Sonderfahrplan der Busunternehmen von und zum Kirchweihplatz. Das Kirchweihbier wurde bis 2018 von den Brauereien Sigwart und Schneiderbräu gebraut. Seit 2019 wird es von  Schneiderbräu gebraut.

## Termin
Die Kirchweih beginnt mit der Bierprobe am Freitag vor dem 3. Sonntag im August und endet am Sonntag des darauffolgenden Wochenendes mit dem Kirchweihfestzug und dem abendlichen Feuerwerk. 